# Hôpital Lariboisière

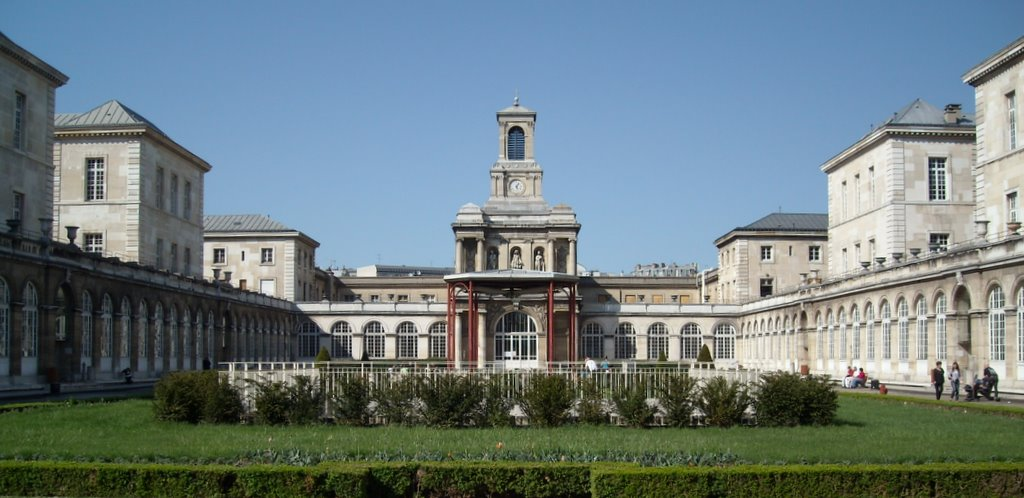
Hôpital Lariboisière

Hôpital Lariboisière, è un centro ospedaliero universitario di Parigi, progettato nel 1854.
Membro del consorzio di ospedali universitari Assistance Publique – Hôpitaux de Paris fa parte dell'Université Paris Cité, è uno dei più grandi ospedali d'Europa.

## Medici famosi
- Philippe Coumel, medico francese
- Jacques-Joseph Grancher, pediatra francese

## Pazienti famosi
- Henri Patrice Dillon, pittore, illustratore e incisore francese
- Louise Weber, ballerina francese